# Медаль РАН для молодых учёных (математика)
Медали РАН с премиями для молодых ученых РАН, других учреждений, организаций России по направлению «1. Математика»
Медалью награждались:

| Год  | ФИО | Организация                                                                      | Работа |
| ---- | --- | -------------------------------------------------------------------------------- | --- |
| 2014 | к.ф.-м.н. Захваткин Михаил Васильевич                                                                         | Институт прикладной математики имени М. В. Келдыша РАН                           | «Определение и прогнозирование параметров движения космического аппарата с учетом возмущений, вызванных работой бортовых систем»                                           |
| 2014 | д.ф.-м.н. Шевцова Ирина Геннадьевна                                                                           | Московский государственный университет имени М.В. Ломоносова                     | «Оптимизация структуры моментных оценок точности нормальной аппроксимации для сумм независимых случайных величин»                                                          |
| 2013 | Головина Анастасия Михайловна                                                                                 | Башкирский государственный педагогический университет                            | «Резольвенты и спектры периодических операторов с разбегающимися возмущениями»                                                                                             |
| 2012 | к. ф.-м.н. Турдаков Денис Юрьевич                                                                             | Институт системного программирования РАН                                         | «Методы и программные средства автоматического построения семантических моделей документов на естественных языках с использованием онтологии, извлекаемых из Веб-ресурсов» |
| 2012 | к.ф.-м.н. Шапошников Станислав Валерьевич                                                                     | Московский государственный университет имени М.В. Ломоносова                     | «О единственности и регулярности решений уравнения Фоккера-Планка-Колмогорова»                                                                                             |
| 2011 | д.ф.-м.н. Борисов Денис Иванович                                                                              | Башкирский государственный педагогический университет                            | «Спектры и резольвенты возмущенных эллиптических операторов» |
| 2011 | к.ф.-м.н. Данилов Александр Анатольевич к.ф.-м.н. Никитин Кирилл Дмитриевич                                   | Институт вычислительной математики РАН                                           | «Неструктурированные сетки для трехмерных задач вычислительной гидродинамики»                                                                                              |
| 2010 | к.ф.-м.н. Горючкина Ирина Владимировна                                                                        | Институт прикладной математики имени М. В. Келдыша РАН                           | «Асимптотики и асимптотические разложения решений уравнений Пенлеве» |
| 2010 | к.ф.-м.н. Мнёв Павел Николаевич                                                                               | Санкт-Петербургское отделение Математического института имени В. А. Стеклова РАН | «Дискретизация топологических квантовых теорий поля» |
| 2009 | к.ф.-м.н. Оселедец Иван Валерьевич, к.ф.-м.н. Савостьянов Дмитрий Валериевич                                  | Институт вычислительной математики РАН                                           | «Эффективные методы разложения тензоров в общих и конечных полях и их применение»                                                                                          |
| 2009 | д.ф.-м.н. Хэкало Сергей Павлович                                                                              | Коломенский государственный педагогический институт                              | «Изогюйгенсовы деформации однородных дифференциальных операторов» |
| 2008 | к.ф.-м.н. Горобец Андрей Владимирович, к.ф.-м.н. Суков Сергей Александрович                                   | Институт математического моделирования РАН                                       | «Моделирование задач газовой динамики и аэроакустики с использованием высокопроизводительных вычислительных систем»                                                        |
| 2008 | к.ф.-м.н. Мамонтов Александр Евгеньевич                                                                       | Институт гидродинамики им. М. А. Лаврентьева СО РАН                              | «Глобальная разрешимость многомерных уравнений сжимаемой неньютоновской жидкости, транспортное уравнение и пространства Орлича»                                            |
| 2007 | к.ф.-м.н. Борисов Денис Иванович                                                                              | Башкирский государственный педагогический университет                            | «Спектральные свойства эллиптических операторов в неограниченных областях с регулярными, сингулярными и нелокальными возмущениями»                                         |
| 2007 | д.ф.-м.н. Колесников Александр Викторович                                                                     | Московский государственный университет печати                                    | «Нелинейные преобразования вероятностных распределений, оптимальная транспортировка и функциональные неравенства»                                                          |
| 2006 | к.ф.-м.н. Вдовин Евгений Петрович, к.ф.-м.н. Заварницин Андрей Витальевич                                     | Институт математики им. С. Л. Соболева СО РАН                                    | «Арифметические свойства операторных групп и конечных групп, близких к простым»                                                                                            |
| 2006 | к.ф.-м.н. Мелихов Сергей Александрович                                                                        | Математический институт им. В. А. Стеклова РАН                                   | «Контролируемая теория вложений» |
| 2005 | к.ф.-м.н. Бондарева Анна Леонидовна, к.ф.-м.н. Ёлкина Нина Владимировна, к.ф.-м.н. Подлазов Андрей Викторович | Институт прикладной математики им. М. В. Келдыша РАН                             | «Новые методы компьютерного моделирования и исследования нелинейных процессов в сложных физических системах»                                                               |
| 2005 | к.ф.-м.н. Михайлов Роман Валерьевич                                                                           | Математический институт им. В. А. Стеклова РАН                                   | «Комбинаторные и гомологические методы в теории групповых колец» |
| 2004 | к.ф.-м.н. Райгородский Андрей Михайлович                                                                      | Московский государственный университет имени М.В. Ломоносова                     | «Проблемы Борсука, Грюнбаума и Нелсона — Эрдеша — Хадвигера в комбинаторной геометрии»                                                                                     |
| 2004 | Тришин Андрей Евгеньевич                                                                                      | Академия ФСБ России                                                              | «Вопросы повышения криптографических качеств отечественного стандарта шифрования»                                                                                          |
| 2003 | д.ф.-м.н. Скопенков Аркадий Борисович                                                                         | Московский государственный университет имени М.В. Ломоносова                     | «Вложения многообразий в евклидовы пространства» |
| 2003 | Будников Валерий Игоревич, Линнику Дмитрию Михайловичу, Садчикову Виталию Валерьевичу                         | Всероссийский научно-исследовательский институт экспериментальной физики         | «Организация параллельных вычислений в трехмерном комплексе Д-3 для расчета нестационарных задач газовой динамики в переменных Лагранжа на многопроцессорных ЭВМ»          |
| 2002 | Борисов Денис Иванович                                                                                        | Башкирский государственный педагогический университет                            | «Асимптотики собственных элементов двух- и трехмерного оператора Лапласа с частой сменой типа граничных условий»                                                           |
| 2001 | |                                                                                  | |
| 2000 | |                                                                                  | |